# Ortssprecher
Ortssprecher vertreten nach der Bayerischen Gemeindeordnung Gemeindeteile, die am 18. Januar 1952 eine selbständige Gemeinde waren, und die im Stadt- oder Gemeinderat nicht mit einem gewählten Vertreter vertreten sind.
Die Ortssprecher bekleiden wie die Mitglieder des Stadtrates ein kommunales Ehrenamt. Sie können an allen Sitzungen des Stadt- bzw. Gemeinderates und seiner Ausschüsse, in denen örtliche Angelegenheiten von allgemeiner Bedeutung der Stadt- oder Ortsteile behandelt werden, für die sie gewählt wurden, beratend teilnehmen.
Rechtsgrundlage für die Wahl zum Ortssprecher ist Artikel 60a der Gemeindeordnung für den Freistaat Bayern (GO). Voraussetzung ist, dass der Ort nicht bereits durch ein gewähltes Mitglied des Stadt- oder Gemeinderates vertreten ist. Die Wahl eines Ortssprechers findet nur statt, wenn ein Antrag gestellt wird, dem mindestens ein Drittel der im Stadt- oder Gemeindeteil ansässigen Gemeindebürger zustimmt und kein Bezirksausschuss gebildet wurde.
In den meisten anderen Bundesländern ist die Bezeichnung Ortsvorsteher gebräuchlich.